# Aqueloos (déu)

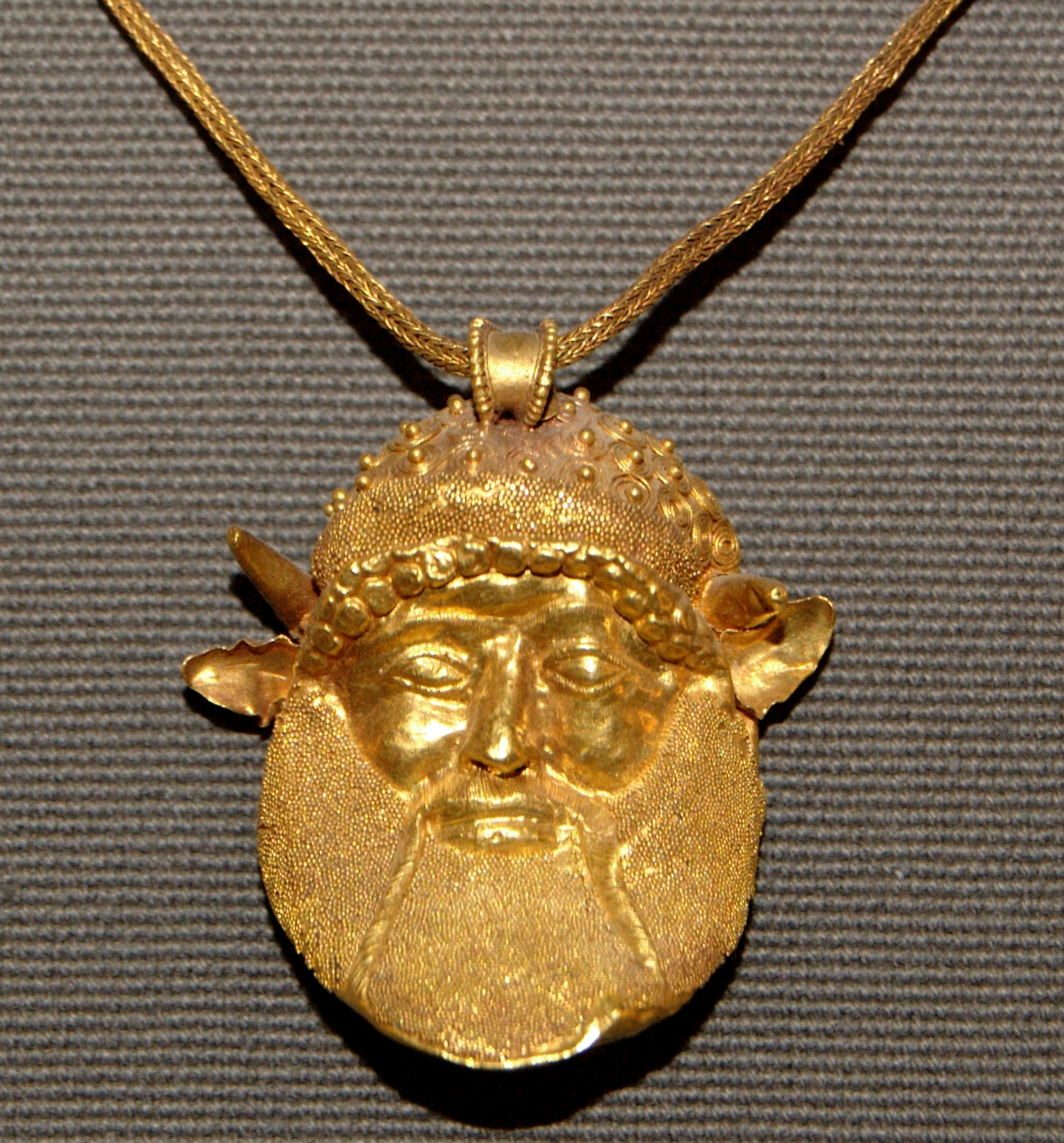
Cap d'Aqueloos segons un penjoll etrusc

Segons la mitologia grega, Aqueloos o Aquelou (grec antic: Ἀχελῷος, llatí: Achelōus) va ser un déu fluvial corresponent al riu Aqueloos, un riu d'Acarnània, fill d'Ocèan i Tetis. Era el més important de tots els déus fluvials.
El seu culte era molt estès, especialment a Acarnània, d'on era originari. Representava l'aigua potable, tenia el poder de posseir diverses formes, entre les quals de serp i de brau. Hom li atribueix diversos amors: amb Melpòmene, amb qui hauria tingut les sirenes, i amb les muses. Era considerat pare de diverses fonts: la de Pirene a Corint, la de Castàlia a Delfos, i la de Dirce a Tebes.
És molt conegut l'episodi de la seva lluita contra Hèracles per la mà de la princesa nimfa Deianira, i durant el combat adoptà formes diverses. La darrera en fou la d'un brau, però l'heroi li arrencà una banya i el riu es considerà vençut (altres versions diuen que l'heroi va canviar el curs del riu amb dics artificials). La banya arrencada fou emprada per les nimfes com a cornucòpia o, segons una altra versió, Aqueloos donà a Hèracles una banya d'Amaltea, la veritable cornucòpia, per recuperar-ne la seua.